# Rio Băiceni
O Rio Băiceni é um rio da Romênia afluente do rio Dresleuca, localizado no distrito de Botoşani.